# Kiyosato, Hokkaidō
Kiyosato (清里町 Kiyosato-chō) là thị trấn thuộc huyện Shari, phó tỉnh Okhotsk, Hokkaidō, Nhật Bản. Tính đến ngày 1 tháng 10 năm 2020, dân số ước tính thị trấn là 3.883 người và mật độ dân số là 9,6 người/km2. Tổng diện tích thị trấn là 402,8 km2.